# Georg Osthoff
Georg Anton Osthoff (* 19. September 1844 in Vechta; † 9. Dezember 1898 in Charlottenburg) war ein deutscher Architekt und kommunaler Baubeamter.

## Leben
Georg Osthoff studierte Bauwesen an der Polytechnischen Schule Karlsruhe und an der Polytechnischen Schule Hannover.
Für die Jahre zwischen 1865 und 1875 sind Tätigkeiten beim Eisenbahnbau und als wissenschaftlicher Assistent an der Polytechnischen Schule Hannover belegt. Nach dem bestandenen 2. Staatsexamen wurde er zum Regierungsbaumeister (Assessor in der öffentlichen Bauverwaltung) ernannt. Er verließ jedoch den Staatsdienst und wurde Stadtbaumeister in Oldenburg i. O. Ab 1884 war er zunächst als Stadtbaumeister und von 1885 bis 1887 Stadtbaurat in Plauen tätig.
1888 siedelte er nach Berlin über, dort war er selbständig tätig als Eigentümer eines auf Entwerfen und Ausführen von Schlachthöfen, Viehmärkten und Markthallen spezialisierten Planungsbüros. Um 1896 gab er diese freiberufliche Tätigkeit wieder auf und wurde Stadtbaurat in Neustrelitz.
Zu den nach seinen Planungen ausgeführten Bauten zählen u. a. die Schlacht- und Viehhöfe in Schwerin, Halle (Saale), Breslau-Pöpelwitz, Düsseldorf, Plauen, Cottbus, Dessau, Kleve, Neisse, und Tilsit, sowie die städtische Baracken-Krankenanlage und das städtische Krankenhaus in Plauen.

## Verweise
- Georg Osthoff in der Datenbank Architekten und Künstler mit direktem Bezug zu Conrad Wilhelm Hase (1818–1902)
- Georg Osthoff in der Datenbank Find a Grave

| Personendaten    | Personendaten                             |
| ---------------- | ----------------------------------------- |
| NAME             | Osthoff, Georg                            |
| ALTERNATIVNAMEN  | Osthoff, Georg Anton (vollständiger Name) |
| KURZBESCHREIBUNG | deutscher Architekt und Baubeamter        |
| GEBURTSDATUM     | 19. September 1844                        |
| GEBURTSORT       | Vechta                                    |
| STERBEDATUM      | 9. Dezember 1898                          |
| STERBEORT        | Berlin-Charlottenburg                     |